# Tromelin

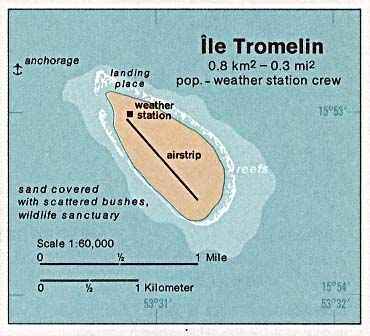
Bản đồ đảo Tromelin

Tromelin  (tiếng Pháp: Île Tromelin, phát âm tiếng Pháp: [il tʁɔmlɛ̃]) là một đảo thấp và bằng phẳng tại Ấn Độ Dương, nằm cách 350 kilômét (220 mi) về phía đông của Madagascar (tọa độ: ). Đảo thuộc quyền quản lý của Pháp sau một hiệp ước ký kết với Anh Quốc vào năm 1954, tuy nhiên hiện đảo cũng được Mauritius và Seychelles tuyên bố chủ quyền. Đảo có một trạm khí tượng và là nơi chim điên và đồi mồi dứa.
Đảo rất giống một bãi cát lớn và điểm cao nhất chỉ là 7 mét (23 ft), Tromelin dài khoảng 1.700 mét (1,1 mi) và rộng 700 mét (0,43 mi), với diện tích 80 ha (200 acres), có các bụi cây chủ yếu là cây Phong ba và bị các rạn san hô vây quanh. Không có cảng biển hay nơi thả neo nên việc tiếp cận với đảo bằng đường biển gặp khó khăn, một đường băng dài 1.200-m(3,900 ft) kết nối đảo với thế giới bên ngoài.
Hòn đảo được ghi lại lần đầu nhờ nhà hàng hải người Pháp là Jean Marie Briand de la Feuillée vào năm 1722 và ban đầu mang tên Île des Sables.
Năm 1761 tàu Utile của Pháp đưa các nô lệ từ Madagascar đến Mauritius, đã đi trên ám tiều của đảo. Phi hành đoàn đã đến Madagascar trên một chiếc bè, bỏ lại khoảng 60 người trên hoang đảo. Mười lăm năm sau, tức 1776, Chevalier de Tromelin (nguồn gốc tên của đảo), thuyền trưởng của tàu chiến Pháp La Dauphine, đã thăm đảo và giải cứu những người sống sót — bảy phụ nữ và một đứa trẻ 8 tháng tuổi.
Pháp tuyên bố chủ quyền với đảo từ năm 1810. Tuy nhiên, từ thế kỷ 19 cho đến thập niên 1950, Tromelin là một vùng phụ thuộc của thuộc địa Mauritius của Anh. Năm 1954, với một thỏa thuận giữa Anh và Pháp, Pháp xây dựng một trạm khí tượng trên đảo. Tuy vậy, vấn đề chủ quyền lại đến từ một bên khác, Mauritius tuyên bố rằng đảo là một phần lãnh thổ của họ và chủ quyền đảo chưa được chuyển giao cho Pháp và đảo vẫn là một phần của thuộc địa cũ Mauritius và thời điểm độc lập. Ngay từ năm 1959, trước khi độc lập, Mauritius đã thông báo với Tổ chức Khí tượng Thế giới rằng họ coi Tromelin là một phần lãnh thổ của mình.
Pháp và Mauritius đã đạt được một thỏa thuận đồng quản lý vào năm 2010.
Tromelin có vùng đặc quyền kinh tế (EEZ) rộng 280.000 km² (110.000 sq mi), tiếp giáp với EEZ của Réunion. Trạm khí tượng của đảo giúp cảnh báo các cơn lốc vẫn hoạt động với các nhân viên đến từ Réunion.